# Franz Joseph Musset
Franz Joseph Musset (* 14. April 1786 in Siegen; † 11. Februar 1859 in Wiesbaden) war nassauischer Richter und Präsident des Oberappellationsgerichtes Wiesbaden.
Franz Joseph Musset studierte Medizin und später Rechtswissenschaften an den Universitäten Gießen und Marburg. Ab 1808 war er Advokat in Siegen. Im Jahr 1812 wurde er zum Dr. jur. promoviert und wurde Dozent an der Universität Heidelberg. 1813/14 war er im Dienst des Großherzogtums Frankfurt Professor an der Rechtsschule in Wetzlar. Am 7. Mai 1814 wurde er zum Rat am Obergericht in Dillenburg und am 11. September 1815 zum Regierungsrat in Wiesbaden ernannt. 1819 war er Mitglied der Zentraluntersuchungskommission und beteiligt an der Demagogenverfolgung.
Am 30. Dezember 1820 wurde er zum Geheimen Regierungsrat befördert und im Januar 1822 zum Direktor des Hof- und Appellationsgerichtes Wiesbaden ernannt. Er war Hauptautor der Nassauischen Prozessordnung von 1822. Im Mai 1822 wurde er Vizepräsident des Oberappellationsgerichtes Wiesbaden und am 2. Februar 1832 Mitglied des Staatsrates. Am 20. Januar 1836 wurde er Präsident des Oberappellationsgerichtes Wiesbaden mit einem Gehalt von 4.000 Gulden zu dem noch 2.000 Gulden Standesaufwand kamen.
Mit seiner zweiten Frau Salvadore von Bourcourd hatte er 7 Kinder (geboren in den Jahren 1839–1851).